# آتنبوروسور
آتنبوروسور (نام علمی: Attenborosaurus) نوعی جانور انقراض یافته از نوع پلسیوسورها بوده که در انگلستان امروزی و در دوره ژوراسیک پسین زیست می‏کرده است.این جانور گردن دراز طولی معادل ۵ متر داشته است و غذایش را ماهی‌ها شامل می‌شدند.